# Poseł (dyplomacja)
Poseł – przedstawiciel dyplomatyczny reprezentujący swoje państwo w obcym państwie lub wobec obcego monarchy. We współczesnej praktyce dyplomatycznej bardzo rzadko używany tytuł. Zgodnie z Konwencją wiedeńską o stosunkach dyplomatycznych, poseł jest szefem misji dyplomatycznej w tzw. drugiej klasie. Poseł jest akredytowany przy głowie państwa przyjmującego, wypełnia takie same funkcje dyplomatyczne, jak szefowie misji w pierwszej klasie (ambasadorzy, nuncjusze apostolscy) i przysługują mu takie same przywileje i immunitety dyplomatyczne. Według zasad precedencji protokołu dyplomatycznego ustępuje jednak pierwszeństwa wszystkim szefom misji w pierwszej klasie.
Historycznie poseł (poselstwo) oznaczał każdą osobę wysłaną z misją do obcego państwa lub dowódcy obcego wojska (w czasie konfliktu zbrojnego). Oznaczeniem poselstwa była biała flaga, która miała zapewniać posłom nietykalność i swobodny przejazd w celu wypełnienia swojego zadania.